# جريف بارنيت
جريف بارنيت (بالإنجليزية: Griff Barnett)‏ هو ممثل أمريكي، ولد في 12 نوفمبر 1884 في الولايات المتحدة، وتوفي بنفس المكان في 12 يناير 1958.

## وصلات خارجية
- جريف بارنيت على موقع IMDb (الإنجليزية)
- جريف بارنيت على موقع ألو سيني (الفرنسية)
- جريف بارنيت على موقع أول موفي (الإنجليزية)
- جريف بارنيت على موقع قاعدة بيانات الأفلام السويدية (السويدية)
- جريف بارنيت على موقع قاعدة بيانات الفيلم (الإنجليزية)
- جريف بارنيت على موقع كينوبويسك (الروسية)